# أليوت جيمس
أليوت جيمس (بالإنجليزية: Elliot James)‏ هو طبال بريطاني، ولد في 29 سبتمبر 1989 في لندن في المملكة المتحدة.

## وصلات خارجية
- الموقع الرسمي
- أليوت جيمس على موقع ميوزك برينز (الإنجليزية)
- أليوت جيمس على موقع أول ميوزيك (الإنجليزية)
- أليوت جيمس على موقع ديسكوغز (الإنجليزية)